# Bene
Bene (ukr. Бене) – wieś na Ukrainie w rejonie berehowskim obwodu zakarpackiego.